# Joe Gilliam
Joe Gilliam é um ex-jogador profissional de futebol americano estadunidense

## Carreira
Joe Gilliam foi campeão da temporada de 1975 da National Football League jogando pelo Pittsburgh Steelers.